# Dragoljub Minić
Dragoljub Minić (ur. 5 marca 1937 w Titogradzie, zm. 5 kwietnia 2005 w Nowym Sadzie) – chorwacki szachista, arcymistrz od 1991 roku.

## Kariera szachowa
W latach 60. XX wieku należał do czołówki jugosłowiańskich szachistów. Wielokrotnie startował w finałach indywidualnych mistrzostw kraju, największy sukces odnosząc w 1962 r. w Skopje, gdzie wspólnie z Aleksandarem Matanoviciem zajął I miejsce. Dwukrotnie wystąpił na szachowych olimpiadach, zdobywając wraz z drużyną srebrny (1962) i brązowy (1970) medal, natomiast w latach 1961 - 1973 czterokrotnie w drużynowych mistrzostwach Europy, trzykrotnie (1961, 1965 i 1973) zdobywając srebrne medale.
W 1969 r. odniósł jeden z największych sukcesów na arenie międzynarodowej, zwyciężając (wspólnie z Miroslavem Filipem i Svetozarem Gligoriciem) w turnieju strefowym w Praia da Rocha, dzięki czemu awansował do rozegranego w 1970 r. w Palmie de Mallorce turnieju międzystrefowego, w którym zajął XVI miejsce (wśród 24 uczestników). Do innych jego indywidualnych sukcesów należały m.in.:
- dz. II m. w Belgradzie (1963, za Milanem Matuloviciem, wspólnie z Dragoljubem Ciriciem),
- dz. I m. w Reggio Emilii (1964/65, wspólnie z Mario Bertokiem, Istvanem Bilkiem i Rudolfem Teschnerem),
- I-III m. w Warnie (1967),
- II m. w Belgradzie (1968, za Enverem Bukiciem),
- IV m. w Amsterdamie (1971, turniej IBM-B, za Janem Smejkalem, Burkhardem Malichem i Hansem-Joachimem Hechtem),
- dz. I m. w Zagrzebiu (1971, wspólnie z Draženem Maroviciem).
- I-II m. w Prisztinie (1973),
- I m. w Vinkovci (1974).

W 1964 r. Międzynarodowa Federacja Szachowa nadała mu tytuł mistrza międzynarodowego, a w 1991 – honorowy tytuł arcymistrza, za wyniki uzyskane w przeszłości.
Najwyższy ranking w karierze osiągnął 1 lipca 1971 r., z wynikiem 2490 punktów dzielił wówczas 82-94. miejsce na światowej liście FIDE, jednocześnie dzieląc 8-13. miejsce wśród jugosłowiańskich szachistów.